# Creve Coeur (Illinois)
Creve Coeur es una villa ubicada en el condado de Tazewell en el estado estadounidense de Illinois. En el Censo de 2010 tenía una población de 5451 habitantes y una densidad poblacional de 450,67 personas por km².

## Geografía
Creve Coeur se encuentra ubicada en las coordenadas 40°38′32″N 89°35′58″O / 40.64222, -89.59944. Según la Oficina del Censo de los Estados Unidos, Creve Coeur tiene una superficie total de 12.1 km², de la cual 11.15 km² corresponden a tierra firme y (7.82%) 0.95 km² es agua.

## Demografía
Según el censo de 2010, había 5451 personas residiendo en Creve Coeur. La densidad de población era de 450,67 hab./km². De los 5451 habitantes, Creve Coeur estaba compuesto por el 95.85% blancos, el 0.7% eran afroamericanos, el 0.37% eran amerindios, el 0.17% eran asiáticos, el 0% eran isleños del Pacífico, el 0.7% eran de otras razas y el 2.22% pertenecían a dos o más razas. Del total de la población el 2.66% eran hispanos o latinos de cualquier raza.